# George Solitário
George Solitário (em castelhano:  Solitario George ou Jorge; em inglês:  Lonesome George; c. 1910 — Galápagos, 24 de junho de 2012) foi uma tartaruga-das-galápagos-de-pinta (Chelonoidis niger abingdonii)  macho e o último indivíduo conhecido da subespécie. Em seus últimos anos, ele era conhecido como a criatura mais rara do mundo. George serve como um símbolo importante para os esforços de conservação nas ilhas Galápagos e em todo o mundo.

## Descoberta
George foi visto pela primeira vez na ilha Pinta em 1 de novembro de 1971 pelo malacologista húngaro József Vágvölgyi. A vegetação da ilha foi devastada por cabras selvagens introduzidas, e a população indígena Chelonoidis niger abingdonii foi reduzida a um único indivíduo. Acredita-se que ele recebeu o seu nome em homenagem a um personagem interpretado pelo ator estadunidense George Gobel. Ele foi transferido para sua própria segurança para a Estação Científica Charles Darwin na Ilha de Santa Cruz, onde passou a vida sob os cuidados de Fausto Llerena, que dá nome ao centro de criação de tartarugas.
Esperava-se que mais tartarugas-das-galápagos-de-pinta fossem encontradas, seja na Ilha Pinta ou em um dos zoológicos do mundo, semelhante à descoberta do macho Diego da Ilha Española no Zoológico de San Diego. Nenhuma outra tartaruga-das-galápagos-de-pinta foi encontrada. A tartaruga-das-galápagos-de-pinta foi declarada funcionalmente extinta, pois George estava em cativeiro.

## Tentativas de acasalamento

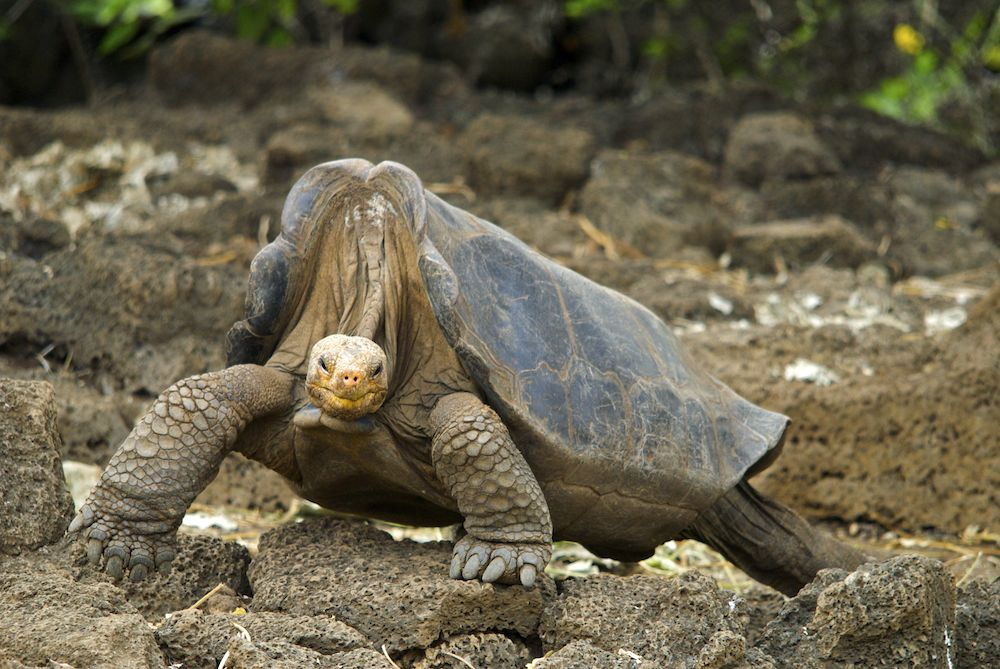
George Solitário em outubro de 2008

Ao longo das décadas, todas as tentativas de acasalamento com o George Solitário foram malsucedidas. Isso levou os pesquisadores da Darwin Foundation a oferecer uma recompensa de 10 000 dólares por um parceiro adequado.
Até janeiro de 2011, George foi criado com duas fêmeas da espécie Chelonoidis niger becki (da região do Vulcão Wolf da Ilha Isabela), na esperança de que seu genótipo fosse mantido em qualquer progênie resultante. Esta espécie foi então considerada geneticamente mais próxima da de George; no entanto, qualquer descendência potencial teria sido híbrida, e não espécies de raça pura da Ilha da Pinta.
Em julho de 2008, George acasalou com uma de suas companheiras. 13 ovos foram coletados e colocados em incubadoras. Em 11 de novembro de 2008, a Charles Darwin Foundation relatou que 80% dos ovos apresentaram perda de peso característica de serem inviáveis. Em dezembro de 2008, os ovos restantes não eclodiram e os raios X mostraram que eles eram inviáveis.
Em 23 de julho de 2009, exatamente um ano depois de anunciar que George havia acasalado, o Parque Nacional Galápagos anunciou que uma das companheiras de George havia colocado uma segunda ninhada de cinco ovos. A autoridade do parque expressou sua esperança pela segunda ninhada de ovos, que disse estar em perfeitas condições. Os ovos foram transferidos para uma incubadora mas, em 16 de dezembro, foi anunciado que o período de incubação havia terminado e os ovos eram inviáveis (assim como um terceiro lote de seis ovos postos pela outra fêmea).
Em novembro de 1999, os cientistas relataram que George Solitário estava "muito ligado às tartarugas" da Ilha Española (C. n. hoodensis) e da Ilha San Cristóbal (C. n. chathamensis). Em 20 de janeiro de 2011, dois indivíduos C. n. hoodensis foram importadas para a Estação de Pesquisa Charles Darwin, onde George morava.

## Morte

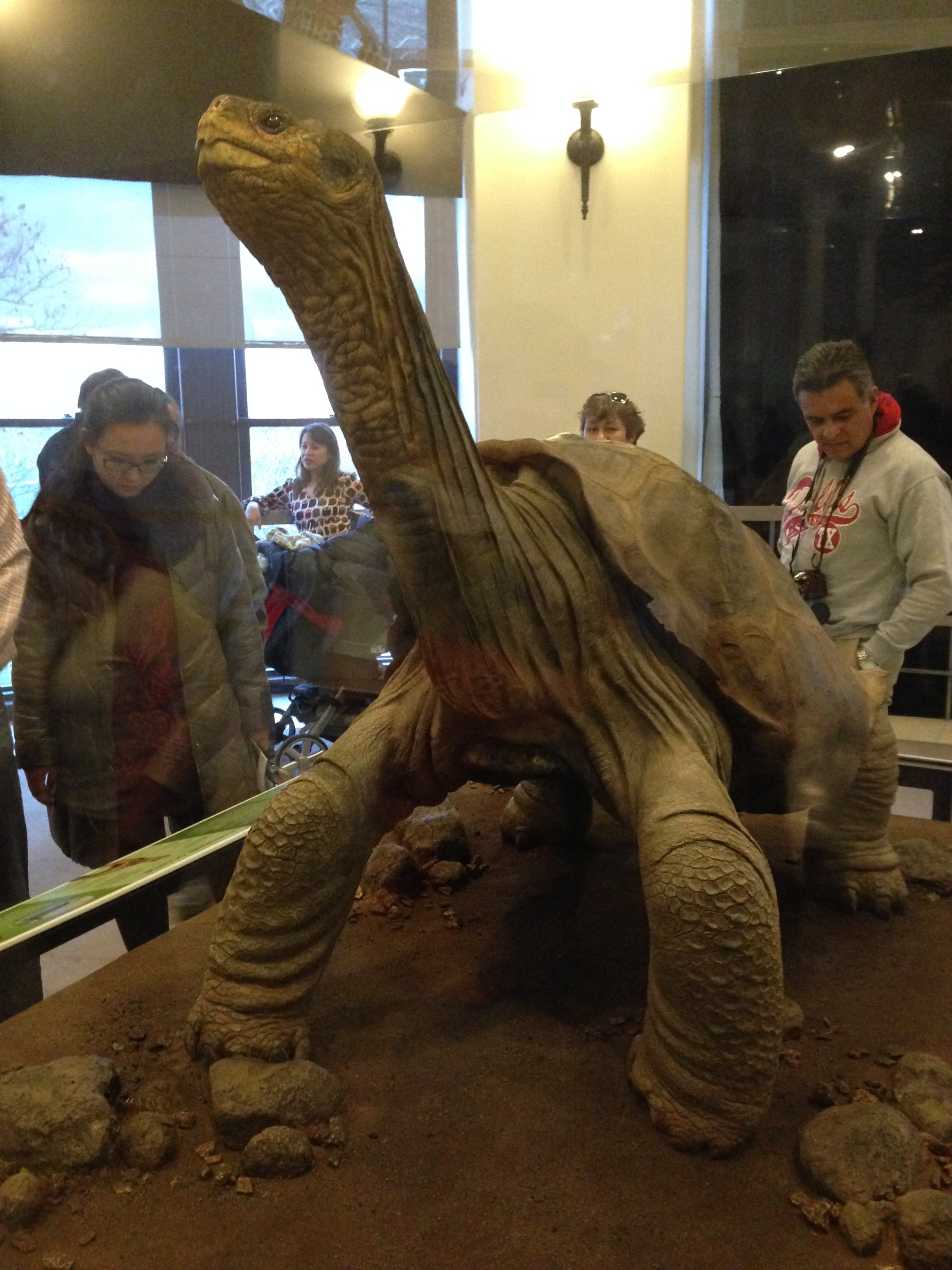
George Solitário taxidermizado exibido no Museu Americano de História Natural em dezembro de 2014

Em 24 de junho de 2012, às 8h, horário local, o diretor do Parque Nacional Galápagos, Edwin Naula, anunciou que Fausto Llerana, seu cuidador por 40 anos, encontrou George Solitário morto. Naula suspeitou que a causa da morte tinha sido uma parada cardíaca. Uma necropsia confirmou que George morreu de causas naturais. O corpo de George Solitário foi congelado e enviado para o Museu Americano de História Natural em Nova Iorque para ser preservado por taxidermistas. O trabalho de preservação foi realizado pelo taxidermista do museu, George Dante, com a contribuição de cientistas.

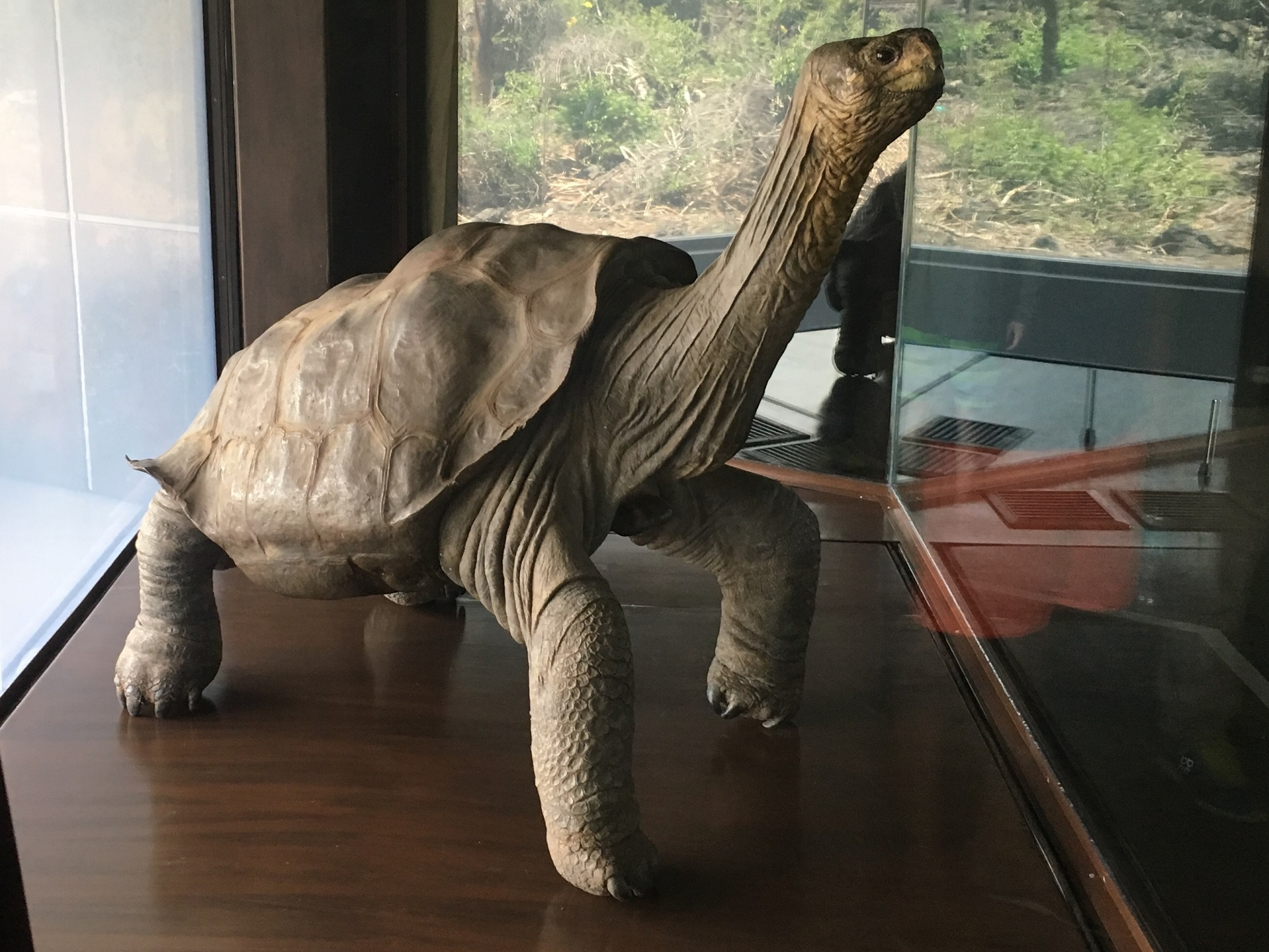
George Solitário taxidermizado em exibição na Estação de Pesquisa Charles Darwin

Após uma breve exibição no museu, esperava-se que a taxidermia de George Solitário fosse devolvida às Galápagos e exibida na sede do Parque Nacional Galápagos na Ilha de Santa Cruz para as gerações futuras verem. No entanto, uma disputa eclodiu entre um ministério equatoriano e as Ilhas Galápagos. O governo equatoriano queria que a taxidermia fosse exibida na capital, Quito, mas o prefeito de Galápagos disse que George Solitário era um símbolo das ilhas e deveria voltar para casa.
Em 17 de fevereiro de 2017, a taxidermia de George Solitário foi transportada de volta para as Ilhas Galápagos e atualmente está em exibição em um edifício de exposições especial totalmente dedicado a ele chamado Fausto Llerena Breeding Center na sede do Parque Nacional Galápagos em Santa Cruz. A maioria das fontes afirma que George Solitário tinha mais de 100 anos, embora outros, como David Attenborough, tenham dito que ele provavelmente estava na casa dos 80 anos ou possivelmente ainda mais jovem. Mesmo 100 anos não era especialmente velho para uma tartaruga de Galápagos.
O episódio de Futurama "Naturama" foi dedicado à sua memória.

## Conservação biológica
Em novembro de 2012, na revista Biological Conservation, pesquisadores relataram a identificação de 17 tartarugas que são parcialmente descendentes da mesma espécie que George Solitário, levando-os a especular que indivíduos de raça pura dessa espécie ainda podem estar vivos.
Em dezembro de 2015, foi relatado que a descoberta de outra subespécie (Chelonoidis niger donfaustoi) por pesquisadores de Yale tinha 90% de correspondência de DNA com a tartaruga da Ilha Pinta e que os cientistas acreditam que isso poderia ser usado para ressuscitar a espécie. Isso pode significar que ele não é o último de sua espécie.
Em dezembro de 2018, um artigo foi publicado por Quesada et al. descrevendo o sequenciamento do genoma de George e alguns de seus genes relacionados ao envelhecimento. Eles estimaram que a população de C. n. abingdonii estava em declínio nos últimos 1 milhão de anos e identificou proteostase, regulação do metabolismo e resposta imune como processos-chave durante a evolução de tartarugas gigantes por meio de efeitos na longevidade e resistência à infecção.